# Приставство
При́ставство — административно-территориальная единица Российской империи в конце XVIII — начале XX веков. Приставства, территориально соответствующие уездам, образовывались для управления мусульманскими народами Кавказа (Бештовское, Верхнекубанское, Верхнелабинское, Джигетское, Закубанских народов, Кабардинское, Карамурзинских и кипчакских ногайцев, Карачаевское, Нижнекубанских народов, Нижнелабинское, Новолабинское, Тебердинское, Тохтамышевское, Трухменское и др.) и Средней Азии (Зайсанское, Красноводское, Мангишлакское и др.).
Приставства могли быть как основной административной единицей на какой-либо территории, так и единицей управления «инородцами» при наличии параллельных административных единиц для управления русским или другим христианским населением.